# Pierre Barouh
Pour les articles homonymes, voir Barouh.
Pierre Barouh est un auteur-compositeur-interprète, acteur, cinéaste et producteur français, né le 19 février 1934 dans le 15e arrondissement de Paris et mort le 28 décembre 2016 dans le 14e arrondissement de Paris,,.
Il est célèbre pour ses chansons, parmi lesquelles La bicyclette, Un homme et une femme, Des ronds dans l'eau et Samba Saravah, ainsi que pour sa maison d'édition et production musicales Saravah, lancée en 1966 avec Francis Lai, Claude Lelouch et Fernand Boruso, reconnue comme pionnière dans les musiques du monde.

## Biographie

### Enfance
Pierre Élie Barouh, son frère ainé Claude-Samuel et sa petite sœur Estelle grandissent avec leurs parents Sarah (née Eskenazy) et Raphaël Barouh, juifs séfarades originaires de Turquie,, ; sa grand-mère Victoria lui parle en ladino. Lors de la Seconde Guerre mondiale, Sarah et Raphaël doivent cacher leurs enfants à Montournais, en Vendée. À 5 ans, Pierre, qui perd son prénom hébreu Élie, trouve refuge dans la ferme de Hilaire et Marie Rocher. Dans le bocage vendéen, il apprend le braconnage, la vie d'un garçon de ferme, le patois et il fréquente l'école catholique de Réaumur,.
De ces années d'enfance, il puise l'inspiration de chansons telles que La Bicyclette, Des ronds dans l'eau ou encore Crépuscule.

### Après-guerre
À 15 ans, il a une révélation en voyant Les Visiteurs du soir de Marcel Carné : « Ce jour-là, j'ai décidé que j'allais me promener jusqu'à 30 ans », dit-il.
Journaliste sportif à Paris-Presse après la guerre et joueur dans l'équipe nationale de volley-ball, Pierre Barouh devient champion de France junior de volley-ball avec le Racing Club, international B.

### Découverte du Brésil
En vadrouille sur la route après son service militaire, Pierre Barouh parcourt la Scandinavie, puis se pose ensuite quelques mois à Lisbonne, au Portugal, où il découvre la chanson brésilienne en rencontrant l'accordéoniste Sivuca au départ de sa tournée européenne (1959). Il s'embarque aussitôt sur un cargo en partance pour le Brésil, espérant alors « tomber » sur João Gilberto et Tom Jobim ou Vinícius de Moraes. Il fera la connaissance de ce dernier et de Baden Powell, à Paris, en 1962. Vinicius de Moraes l'invite à participer au mouvement bossa nova en lui confiant l'adaptation de certaines de ses chansons telles Agua de beber qui devient Ce n'est que de l'eau, ou encore Samba da Bençao. 

### Cinéma et chansons
En tant qu'acteur, il joue le rôle d'un gardian camarguais dans D'où viens-tu Johnny ?, de Noël Howard en 1963, ou son propre rôle dans Une fille à la dérive de Paula Delsol en 1964 et Une fille et des fusils de Claude Lelouch, la même année. 
En tant qu'auteur-interprète, il obtient quelques beaux succès avec La Plage, immortalisée par Marie Laforêt, et surtout La Playa avec le guitariste Claude Ciari, Tes dix-huit ans, Nous ou Les filles du dimanche.
Pierre Barouh participe en 1965 au film Un homme et une femme qui obtient la Palme d'or du Festival de Cannes 1966 et quatre Golden Globes à Hollywood en 1967. Acteur dans le film, auteur des chansons originales avec le compositeur Francis Lai, il signe notamment la version française (Samba Saravah) de la chanson Samba da Bênção de Baden Powell et Vinícius de Moraes. Son succès est énorme. Pierre Barouh épouse alors Anouk Aimée, actrice dans ce film, le 20 avril 1966. Ils divorcent 3 ans plus tard.
En tant que metteur en scène, il signe plusieurs films: Saravah en 1969, avec Maria Bethania et Baden Powell, Paulinho Da Viola, Pixinguinha, Joao da Baiana ; Ça va, ça vient" en 1970, avec Areski Belkacem et Jérôme Savary ; Carpentras 72 (1972, inachevé) ; The Labyrinth ou l'Album de famille en 1976, Le Divorcement, avec Lea Massari et Michel Piccoli en 1979, ainsi que des documentaires et une quantité de films d'auto-fiction en vidéo.
La maison de disques Saravah
Pierre Barouh fonde le label Saravah (vocable du candomble brésilien, dérivé du portugais Salvar, le salut biblique), avec Francis Lai, Claude Lelouch et Fernand Boruso, peu avant la sortie du film Un homme et une femme. Au sein de ce label, dont la devise est « Il y a des années où l’on a envie de ne rien faire », il réalise son utopie du métissage culturel et de fraternité universelle, signant des artistes tels Pierre Akendengué, Brigitte Fontaine, Areski Belkacem, Naná Vasconcelos, Gérard Ansaloni, Jacques Higelin, Alfred Panou, Maurane, Allain Leprest, Richard Galliano, David McNeil, Bïa, Françoise Kucheïda, Jean-Claude Vannier, Grand Magic Circus, Véronique Balmont, Claire Elzière, Eric Guilleton… et, en jazz, Daniel Mille, René Urtreger, Steve Lacy, Barney Wilen, Maurice Vander,.
Son mariage en 1970 avec sa deuxième épouse Dominique Royer marque le début du studio Saravah des Abbesses et des soirées Saravah au Palace, au Théâtre Mouffetard et au Théâtre Le Ranelagh. Il enregistre en duo avec son épouse La Nuit des masques (adaptation de Noite dos mascarados de Chico Buarque de Hollanda), puis celle-ci accompagne la plupart des artistes du label (David McNeil, Jean-Roger Caussimon, Mahjun...) ou chante en solo. De leur union naît Benjamin Barouh, auteur du livre Saravah, c'est où l'horizon ?, gérant du label en date, qui est le plus ancien label français en activité. 
De la rencontre de Pierre Barouh et de l'équipe du théâtre Aleph, à Ivry-sur-Seine, naît l'opéra Le Kabaret de la dernière chance, dont la chanson sera la dernière enregistrée par Yves Montand. Celui-ci dira de cette chanson qu'elle fut une des plus belles qu'il ait enregistrées. La chanson Le Kabaret de la dernière chance sera reprise en 1995 par Pascal Brunner sur son album Simplement.

### Le Japon
Dans les années 1980, Pierre Barouh participe à des projets musicaux au Japon avec notamment Yukihiro Takahashi et Ryūichi Sakamoto. Les deux disques (Le Pollen et Sierras) y connaissent un grand succès et le label Saravah, aujourd'hui le plus ancien label français en activité, jouira « d'un grand prestige au Japon » où « [...] le jazz et la poésie occupent une place importante dans le cœur du Tokyoïte des années 70 et 80, nostalgique du Saint-Germain-des-Près des années 50 qu'il n'a pas connu. Ce public trouve chez Saravah un heureux mélange de chanson rive gauche, de Brésil, de free jazz, de tradition et de contestation, le tout incarné par des icônes comme Brigitte Fontaine, Jacques Higelin, Areski, Naná Vasconcelos, Pierre Barouh, Steve Lacy, Barney Wilen et les autres... ».

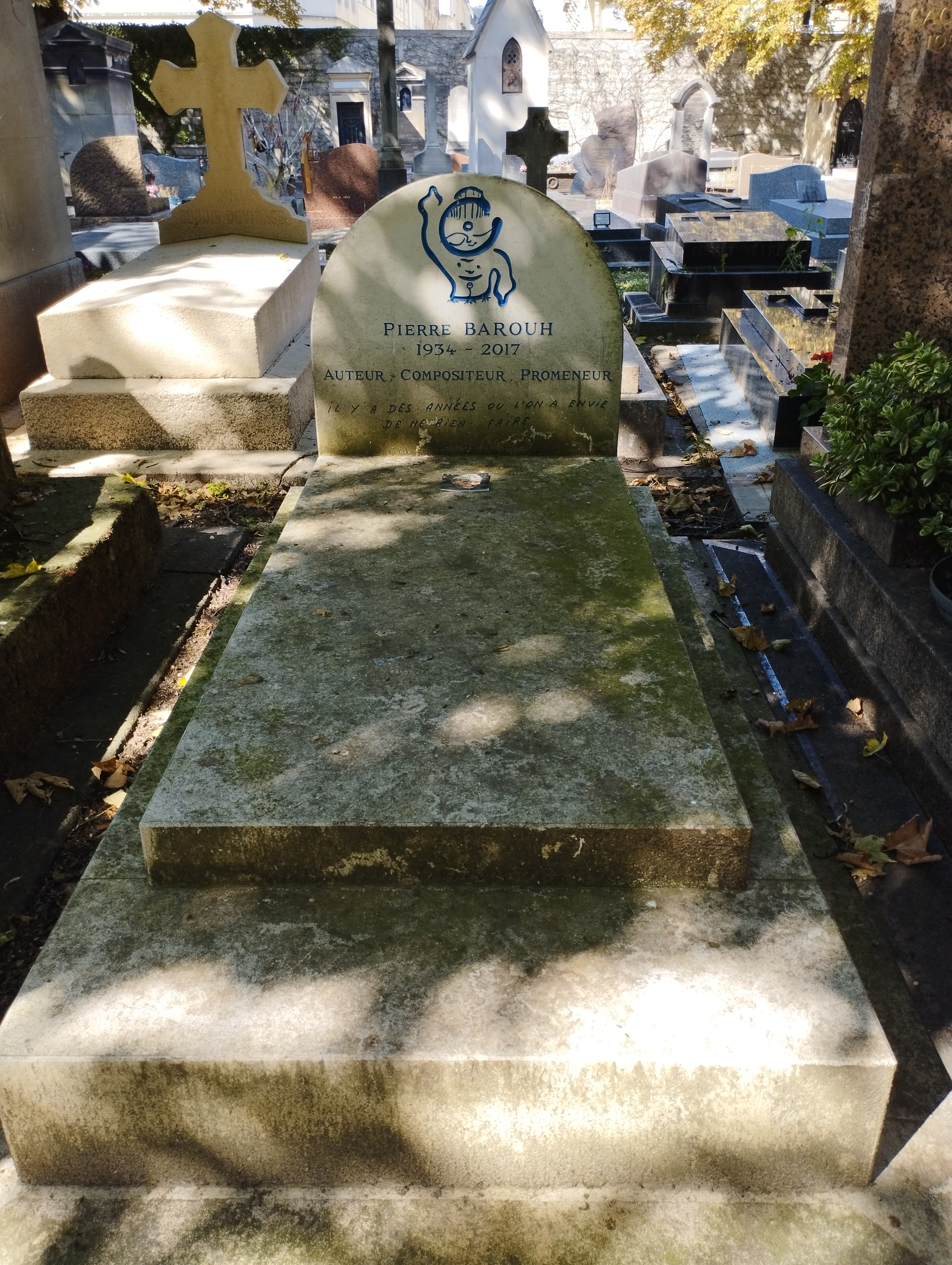
Tombe de Pierre Barouh au cimetière de Montmartre (division 9).

Pierre Barouh découvre alors un pays dont il tombe amoureux. Il se lie avec sa traductrice, Atsuko Ushioda, qui deviendra sa troisième femme. En 1983 naît une fille, Maïa, qui deviendra également auteure-compositrice-interprète. Ils auront également deux autres enfants, Amie-Sarah et Akira.

### Mort
Le 20 novembre 2016, Pierre Barouh participe au concert organisé à Paris pour fêter les 50 ans du label Saravah et meurt des suites d'une crise cardiaque le 28 décembre de la même année, à 82 ans, à l'hôpital Cochin. Il est enterré une semaine plus tard au cimetière de Montmartre (9e division).

## Hommages
- En Vendée, le théâtre Pierre Barouh (Espace Herbauges) aux Herbiers (en 2003) ainsi que la rue Pierre Barouh aux Sables-d'Olonne (anciennement rue César-Franck de Château-d'Olonne) lui rendent hommage.
- Une plaque commémorative, en mémoire de la chanson M.de Fûrstenberg qui fut composée avec Francis Lai, illustre l'imprégnation germanopratine de Pierre Barouh. Elle se situe au 1, passage de la Petite Boucherie dans le 6e arrondissement de Paris[21].
- Au Boupère, commune de Vendée où il avait établi sa résidence secondaire, une promenade porte son nom et permet de découvrir le bocage vendéen qui lui était si cher[22]. Sa résidence secondaire est également devenue une résidence d'artiste[23].

## Discographie sélective
(voir discographie complète sur Discogs)

### Albums
- 1966 : Un homme et une femme (B.O.F.)
- 1966 : Vivre
- 1972 : Ça va, ça vient[note 3]
- 1976 : Viking bank
- 1979 : Le Divorcement (B.O.F.)
- 1983 : Le Pollen
- 1985 : Sierras
- 1991 : Noël
- 1992 : Le Kabaret de la dernière chance
- 1998 : Itchi go Itchi e - Une rencontre, une occasion
- 2001 : Dites 33 - Volume 2 (concert de février 1983 à l'Espace Cardin, Paris)
- 2007 : Daltonien

### Principales compilations
- 2003 : Saudade - Un manque habité (double CD Saravah, avec 7 titres inédits)
- 2008 : Les années Az - L'intégrale de ses chansons (double CD Az)
- 2011 : 60 ans de chansons à des titres Divers (parfois Dit Vert) sur l'humain et ce qui l'entoure (double CD Saravah)

### Titres isolés ou inédits
- 1968 : Treize jours en France (B.O.F., chante 2 titres et chœurs sur le morceau-titre)
- 1971 : Chante La Forêt, sur le thème Tom de la bande originale du film Où est passé Tom ?, composée par François de Roubaix, paroles de P. B. [25].
- 1975 : sur le coffret 10 ans de Saravah, chante un inédit de 1972, Le petit ciné.
- 1978 : P. B. chante Chanson pour Jackie sur l'album collectif Prisons
- 1995 : P. B. chante Les Amants de la place Dauphine avec Françoise Kucheida sur son album De la Scarpe à la Seine
- 1997 : P. B. chante La Nuit des masques avec Bïa sur son album La mémoire du vent
- 1998 : Duo avec Ignatus sur le titre Pour que la mémoire du vent retienne nos chansons sur la compilation Comme un seul homme
- 2000 : Dites 33 - Volume 1 (album collectif enregistré en 1972, lit le titre Saravah blues en 72)
- 2005 : P. B. chante Le Flic sur l'album Moi, j'aime le papotin ! de Jacques Yvart
- 2006 : sur la compilation La Cave de Saravah - vol. 1, chante un inédit, La Nuit de mon amour et dit Intro et Outro

## Filmographie

### Réalisation
- Saravah : 16 mm (1969)
- Ça va, ça vient : 16 mm (1970)
- L'Album de famille : 16 mm (1976)
- Les Grands Sentiments : 16 mm (1977)
- Le Divorcement : 35 mm (1978)
- On s'aimait tant à Santiago : vidéo (1988) Coréalisation avec Frédéric Laffont pour l'émission d'Antenne 2 Résistances présentée par Noël Mamère.
- Les Nuits de nacre : Hi-8 (1989)
- L'Horaire et le Temps : Hi-8 (1992)
- La Rencontre joyeuse : Hi-8 (1997)
- Knom Tiso : Hi-8 (2000)
- Rencontre à Canta-Callo : Hi-8 (2001)
- Accordéon : (2002)
- Ça va, ça vient (bis) : Hi-8 (bis) (2003)

### Acteur
- 1960 : Arrêtez les tambours de Georges Lautner : Pierrot
- 1962 : En plein cirage de Georges Lautner : René
- 1963 : D'où viens-tu Johnny ? de Noël Howard : Django
- 1964 : La Dérive de Paula Delsol : Pierre, le guitariste
- 1965 : Les Grands Moments de Claude Lelouch : Karl Martin
- 1965 : Une fille et des fusils de Claude Lelouch : Pierre
- 1966 : Les Amants de la mer d'Antoine d'Ormesson : Geronimo
- 1966 : Un homme et une femme de Claude Lelouch : Pierre Gauthier
- 1967 : Vivre pour vivre de Claude Lelouch : un spectateur à la boxe
- 1970 : La Bergère en colère (court métrage) de Francis Warin : le futur marié
- 1972 : Ça va, ça vient de lui-même : l'homme qui prend Areski en stop
- 1977 : Les Naufragés de l'île de la Tortue de Jacques Rozier : le voyageur mécontent
- 1977 : Un autre homme, une autre chance de Claude Lelouch : le chanteur de rue
- 1982 : Elle voit des nains partout ! de Jean-Claude Sussfeld : le curé
- 1990 : Il y a des jours… et des lunes de Claude Lelouch : l'animateur dans le bus
- 2005 : Le Courage d'aimer de Claude Lelouch : le réalisateur de la pub
- 2006 : La Fille du dimanche (court métrage) de Henri Fellner : l'ami du père

### Compositeur
- 1967 : Vivre pour vivre de Claude Lelouch
- 1975 : Oh ! America de Michel Parbot
- 1979 : À nous deux de Claude Lelouch
- 1981 : Les Uns et les Autres de Claude Lelouch
- 1997 : Le Mariage de mon meilleur ami de P.J. Hogan
- 1998 : Hasards ou Coïncidences de Claude Lelouch
- 2001 : The Anniversary Party de Jennifer Jason Leigh et Alan Cumming
- 2001 : Une adolescente (Sojo ?) de Eiji Okuda
- 2007 : Ocean's Thirteen de Steven Soderbergh

### Parolier
- 1966 : Un homme et une femme de Claude Lelouch

## Publication
- 2012 : Les Rivières souterraines